# Gnophos staudingeri
Gnophos staudingeri là một loài bướm đêm trong họ Geometridae.